# Domaželice
Domaželice (in tedesco Domaschlitz) è un comune della Repubblica Ceca facente parte del distretto di Přerov, nella regione di Olomouc.